# Kids' Choice Awards Argentina 2015
La 5ª edizione dei Kids' Choice Awards Argentina si è tenuta il 22 ottobre 2015. La cerimonia è stata presentata dall'attore Benjamín Amadeo e si è svolta, per la seconda edizione consecutiva, al Teatro Ópera Allianz di Buenos Aires. è stata trasmessa in differita il 27 ottobre su Nickelodeon Latinoamérica.

## Premi e candidature
I vincitori sono indicati in grassetto, a seguire gli altri candidati.

### Televisione

#### Miglior attore (Mejor actor)
- Mariano Martínez - Esperanza mía
- Fernando Dente - Showmatch
- Ricardo Abarca - Cumbia Ninja
- Luis Álvarez Lozano - Toni, la Chef

#### Migliore attrice (Mejor actriz)
- Lali Espósito - Esperanza mía
- Ángela Torres - Esperanza mía
- Brenda Asnicar - Cumbia Ninja
- Celeste Cid - Viudas e Hijos del Rock & Roll

#### Programma preferito della televisione locale
- Esperanza mía
- Toni, la Chef
- Peligro: Sin codificar
- The U-Mix Show

#### Miglior serie animata (Mejor serie animada)
- Spongebob
- Regular Show
- Adventure Time
- Phineas e Ferb

#### Reality show preferito (Reality o concurso favorito)
- Combate
- Escape Perfecto
- Pijama Party
- Tu Cara me Suena

#### Programma preferito della televisione internazionale (Programa favorito de TV Internacional)
- Austin & Ally
- Emma una strega da favola
- Jessie
- Lab Rats

### Cinema

#### Film preferito del cinema (Película favorita de cine)
- Minions
- Hunger Games: Il canto della rivolta - Parte 1
- Socios por accidente 2
- Inside Out

### Musica

#### Cantante o gruppo latino preferito (Cantante o grupo latino favorito
- Lali Espósito
- Axel
- Abel Pintos
- Smile

#### Canzone preferita (Canción favorita)
- Mil años luz - Lali Espósito
- Tengo Esperanza - Lali Espósito
- Y qué? - Axel
- Fantasmas - Miranda!

#### Artista internazionale preferito (Artista Internacional favorito)
- Ariana Grande
- Taylor Swift
- Ed Sheeran
- Maroon 5

### Social

#### Migliore celebrità del web (Favorito en la web)
- Julián Serrano
- Ann Look
- Lucía Celasco
- Dustin Luke

#### Applicazione o videogioco preferito (App favorita/videojuego)
- FIFA 15
- Minecraft
- Mundo Gaturro
- Nick App

### Sport

#### Sportivo dell'anno (Deportista del año)
- Carlos Tévez
- Paula Pareto
- Fernando Cavenaghi
- Santiago Muñiz

### Miscellanea

#### Dea (Diosa)
- Oriana Sabatini
- Natalie Pérez
- Jimena Barón
- China Suárez

#### Bellezza (Bombón)
- Ruggero Pasquarelli
- Thiago Batistuta
- Peter Lanzani
- Franco Masini